# Московская бильярдная фабрика «Игра»
Московская бильярдная фабрика «Игра» — российская компания-производитель бильярдного оборудования. Производство располагается в Москве. Предприятие специализируется на изготовлении бильярдных столов для игры в русский бильярд (Пирамида), снукер, карамболь, американский пул. Входит в состав Американского бильярдного конгресса (BCA) и Европейского бильярдного конгресса (ЕВС).

## История
Московская бильярдная фабрика «Игра» была основана в Москве в 1991 году.
В 1999 году принята в Европейский бильярдный конгресс (European Billiard Council).
В 2000 году принята в Американский бильярдный конгресс (Billiards Congress of America).
В 2002 году специалистами компании TDM (Мадрид, Испания) на предприятии проведен технический аудит. Результаты аудита и полученные рекомендации послужили основанием для технической модернизации производства с целью повышения его экологической безопасности и соблюдения требований производственной санитарии.
Также в 2002 году бильярдный стол модели «Золотое кольцо» Московской бильярдной фабрики «Игра» был занесен в каталог итальянской компании Italardesia, который издается с 1972 года.
Компания Italardesia специализируется на производстве бильярдных сланцев.
В настоящее время Московская бильярдная фабрика «Игра» является поставщиком технологий в бильярдном деле (наработки по креплению ножек, склейки и фрезеровки бортов, прочее) и ведущим предприятием по производству авторских и эксклюзивных бильярдных столов в России. Это единственная бильярдная фабрика в Москве и одна из трех в Российской Федерации

## Бильярдное производство и материалы
Продукция фабрики представлена бильярдным оборудованием для коммерческих и частных бильярдных комнат. В каталоге представлены бильярдные столы для игры в русскую пирамиду, снукер, карамболь и американский пул.
Для изготовления бильярдных столов используются различные породы древесины: ясень, дуб, клен, бук, береза, красное дерево, махагони, карельская береза, бубинга, орех и другие. Металлические части конструкции покрываются титаном для повышения износоустойчивости. С 2002 года применяются экологически чистые отделочные материалы: лак Merit (Финляндия), клей Racoll (Германия), морилки Herbes.
Основой игрового поля служат полированные бильярдные плиты из сланца ардезита. Обычно для сборки стола используются пять таких плит весом около 180 килограмм каждая. По своим игровым характеристикам ардезит превосходит чугун, мрамор и бетон, которые пытались в разное время использовать в качестве более дешевой альтернативы.

## Сотрудничество и партнерство
Компания регулярно выступает партнером в проведении соревнований по бильярду национального и международного уровня, сотрудничает с Московской конфедерацией бильярдного спорта, а также Новосибирской и Санкт-Петербургской федерациями бильярдного спорта.
Налажено сотрудничество с зарубежными производителями оборудования для бильярдных комнат. Компании Hermeline (Италия) и Helta (Чехия) выпускают столы для русской Пирамиды по чертежам моделей «Петергоф» и «Классик», разработки Московской бильярдной фабрики «Игра».
В 2002 году берет начало сотрудничество с компанией TDM. В соответствии с полученными рекомендациями была частично обновлена материально-техническая база предприятия, установлено новое производственное оборудование (пресс для склейки древесины) и внесены изменения в технологический процесс. Кроме того специалисты TDM провели консультации и тренинги по обучению персонала фабрики современным технологиям производства. В частности была освоена техника маркетри и паркетри (инкрустация изделий шпоном). Благодаря использованию новых отделочных материалов и применению новых техник удалось повысить качество производства бильярдного оборудования и улучшить эстетические свойства изделий.